# ラ・カロリナ
ラ・カロリナ（La Carolina）は、スペイン・アンダルシア州ハエン県のムニシピオ（基礎自治体）。シエラ・モレナ山脈の山麓に位置する。

## 歴史
カルロス3世時代の1767年、フアン・デ・ラ・クルースが晩年を過ごしたペニュエラ修道院周辺につくられた計画都市である。1770年に町は完成し、ドイツ、スイス、フランドル地方からの移住者が大勢入植した。
自治体内にあるナバス・デ・トロサは、1212年に起きたラス・ナバス・デ・トロサの戦いの戦場となった。